# Cercoptera sanguinicollis
Cercoptera sanguinicollis là một loài bọ cánh cứng trong họ Cerambycidae.